# فیرایکرز (نیومکزیکو)
فیرایکرز (به انگلیسی: Fairacres) یک منطقهٔ مسکونی در ایالات متحده آمریکا است که در نیومکزیکو واقع شده‌است. فیرایکرز ۸۲۴ نفر جمعیت دارد و ۱٬۱۸۸٫۱۲ متر بالاتر از سطح دریا واقع شده‌است.